# Прайнвилл
Прайнвилл (англ. Prineville) — город в США, административный центр округа Крук штата Орегон. Население — 10 736 человек (2020).

## География
Прайнвилл расположен по координатам 44°18′00″ с. ш. 120°51′29″ з. д. (44.300048, -120.858173). По данным Бюро переписи населения США в 2010 году город имел площадь 28,28 км², вся площадь — суша. В 2017 году площадь составила 29,96 км², вся площадь — суша.

### Климат
| Показатель                    | Янв.  | Фев.  | Март  | Апр.  | Май   | Июнь | Июль | Авг. | Сен.  | Окт.  | Нояб. | Дек.  | Год   |
| ----------------------------- | ----- | ----- | ----- | ----- | ----- | ---- | ---- | ---- | ----- | ----- | ----- | ----- | ----- |
| Абсолютный максимум, °C       | 24,4  | 23,9  | 28,3  | 33,3  | 37,2  | 38,9 | 41,1 | 41,1 | 41,7  | 33,9  | 27,8  | 24,4  | 41,7  |
| Средний суточный максимум, °C | 5,8   | 8,7   | 12,3  | 16,6  | 20,7  | 24,6 | 29,9 | 29,4 | 25,1  | 19,0  | 11,3  | 6,5   | 17,5  |
| Средний суточный минимум, °C  | −6,1  | −4,1  | −3,3  | −1,5  | 1,7   | 4,8  | 6,4  | 5,5  | 2,1   | −1,1  | −3,3  | −5,4  | −0,3  |
| Абсолютный минимум, °C        | −37,2 | −31,1 | −25,6 | −13,9 | −10,6 | −6,7 | −3,3 | −5   | −11,1 | −14,4 | −26,1 | −36,7 | −37,2 |
| Среднее число дней с осадками | 8     | 7     | 7     | 6     | 7     | 5    | 3    | 2    | 4     | 5     | 8     | 8     | 70,0  |
| Норма осадков, мм             | 27    | 22    | 18    | 19    | 27    | 26   | 9    | 10   | 12    | 20    | 31    | 30    | 251   |
| Источник:                     |       |       |       |       |       |      |      |      |       |       |       |       |       |

## Демография
| Год переписи                          | Нас.  |  | %±     |
| ------------------------------------- | ----- |  | ------ |
| 1890                                  | 460   |  | —      |
| 1900                                  | 656   |  | 42,6%  |
| 1910                                  | 1042  |  | 58,8%  |
| 1920                                  | 1144  |  | 9,8%   |
| 1930                                  | 1027  |  | −10,2% |
| 1940                                  | 2358  |  | 129,6% |
| 1950                                  | 3233  |  | 37,1%  |
| 1960                                  | 3263  |  | 0,9%   |
| 1970                                  | 4101  |  | 25,7%  |
| 1980                                  | 5276  |  | 28,7%  |
| 1990                                  | 5355  |  | 1,5%   |
| 2000                                  | 7563  |  | 41,2%  |
| 2010                                  | 9253  |  | 22,3%  |
| 2020                                  | 10736 |  | 16%    |
| 1890–2020 Десятилетняя перепись в США |       |  |        |

Согласно переписи 2010 года, в городе проживало 9253 человека в 3692 домохозяйствах в составе 2407 семей. Плотность населения составляла 327 человек/км². Было 4181 квартира (148/км²).
Расовый состав населения:
| - 90,4 % — белых - 1,5 % — коренных американцев - 0,7 % — азиатов - 0,2 % — чёрных или афроамериканцев - 0,1 % — выходцев из тихоокеанских островов - 4,9 % — лиц других рас |

К двум или более расам принадлежало 2,2 %. Доля испаноязычных составила 10,1 % всего населения.
По возрастному диапазону население распределялось следующим образом: 25,5 % — лица младше 18 лет, 57,1 % — лица в возрасте 18-64 лет, 17,4 % — лица в возрасте 65 лет и старше. Медиана возраста жителя составила 38,2 года. На 100 человек женского пола в городе приходилось 92,7 мужчин; на 100 женщин в возрасте от 18 лет и старше — 89,3 мужчин также старше 18 лет.
Средний доход на одно домашнее хозяйство составил 39 915 долларов США (медиана — 30 291), а средний доход на одну семью — 50 472 доллара (медиана — 48 228). Медиана доходов составляла 36 176 долларов для мужчин и 25 106 долларов для женщин. За чертой бедности находилось 28,7 % человек, в том числе 38,6 % детей в возрасте до 18 лет и 16,6 % лиц в возрасте 65 лет и старше.
Гражданское трудоустроенное население составило 3668 человек. Основные области занятости: образование, здравоохранение и социальная помощь — 21,3 %, розничная торговля — 15,4 %, производство — 12,9 %, искусство, развлечения и отдых — 12,5 %.

## Комментарии
1. ↑  Годовой доход на человека, работавшего на полную ставку. Оценка в долларах по состоянию на 2015 год.